# Stazione di Vaglio Basilicata
La stazione di Vaglio Basilicata è una stazione ferroviaria senza traffico al servizio del comune di Vaglio Basilicata, sulla ferrovia Battipaglia-Potenza-Metaponto.

## Strutture e impianti
La stazione è dotata di un fabbricato viaggiatori a un piano e a pianta rettangolare, che ospitava i servizi di stazione e la sala d'attesa.
La stazione era servita da 2 binari dotati di marciapiede, oltre ad un tronchino e il binario di raccordo per la sottostazione elettrica di RFI situata nei pressi della stazione.

## Movimento
La stazione fino alla seconda metà degli anni 1990 era servita da treni regionali.